# Richard Bessel
Richard J. Bessel (* 29. April 1948 in Springfield, Massachusetts) ist ein US-amerikanischer Historiker. Er ist seit 1998 Inhaber des Lehrstuhls für Zeitgeschichte an der University of York.

## Leben und Laufbahn
Bessel erwarb 1970 einen Bachelorabschluss im Fach Geschichte am Antioch College. Von 1977 bis 1979 forschte er als Parkes Fellow an der University of Southampton. 1980 erhielt er den Dr. phil. im Bereich Modern History an der University of Oxford.
Von 1979 bis 1998 war Bessel Dozent (Lecturer, später Senior Lecturer) an der Open University. 1993 übernahm er zusätzlich die Herausgeberschaft der Fachzeitschrift German History, die er bis 2003 beibehielt.
Seit 1998 ist er Inhaber einer Professur im Bereich Geschichte an der University of York. Im Jahr 2003 verbrachte er einige Monate als Gastdozent (Visiting Fellow) am Max-Planck-Institut für Geschichte der Universität Göttingen und 2011 einige Monate als Gastforscher am Institut für Zeitgeschichte in München. Mit Forschungsstipendien (Fellowships) der Alexander von Humboldt-Stiftung verbrachte er 1994 einige Monate an der TU Berlin und 2005 an der Albert-Ludwigs-Universität Freiburg. Von 2005 bis 2008 amtierte er als Vorsitzender (Chair) der German History Society.
Bessels Forschungsschwerpunkt ist die Geschichte der Gewalt im 20. Jahrhundert mit besonderer Fokussierung auf den deutschsprachigen Raum.

## Schriften
Als Autor:
- Militarismus im innenpolitischen Leben der Weimarer Republik. Von den Freikorps zur SA. In: Klaus-Jürgen Müller, Eckardt Opitz: Militär und Militarismus in der Weimarer Republik. Droste, Düsseldorf 1978, S. 193–222.
- The Rise of the NSDAP and the Myth of Nazi Propaganda. In: Wiener Library Bulletin 33 (1980), S. 20–29.
- Political Violence and the Rise of Nazism. Yale University Press, New Haven 1984.
- Unemployment and Demobilisation in Germany after First World War. In: Richard J. Evans/Dick Geary (Hrsg.): The German Unemployed, Croom Helm, London 1987, ISBN 0-7099-0941-1, S. 23–43.
- Politische Gewalt und die Krise der Weimarer Republik. In: Lutz Niethammer (Hrsg.): Bürgerliche Gesellschaft in Deutschland. Historische Einblicke, Fragen, Perspektiven. Fischer, Frankfurt am Main 1990, S. 383–395.
- 1933. A failed Counter-Revolution. In: E. E. Riche (Hrsg.): Revolution and Counterrevolution.  Blackwell Publishers, Oxford 1991, S. 109–227.
- Germany after the First World War. Clarendon Press, Oxford 1993.
- Die Grenzen der Diktatur. In: Ders./Ralph Jessen (Hrsg.): Die Grenzen der Diktatur. Staat und Gesellschaft in der DDR. Vandenhoeck & Ruprecht, Göttingen 1996.
- Nazism and War. Weidenfeld and Nicolson, New York 2004.
- Germany 1945. From War to Peace. Simon & Schuster, London 2009.
- Die Heimkehr der Soldaten. Das Bild der Frontsoldaten in der Weimarer Republik (Digitalisat).

Als Herausgeber:
- Social Changes and Political Development in Weimar Germany, London 1981.
- Fascist Italy and Nazi Germany. Comparisons and Contrasts. Based on the Conference Fascism in Comparative Perspective, organised in March 1993, held at St Peter's College, Oxford, Oxford University Press, Oxford 1996.
- Die Grenzen der Diktatur. Staat und Gesellschaft in der DDR, Göttingen 1996 (zusammen mit Ralph Jessen).
- Patterns of Provocation: Police and Public Disorder, Berghahn Books, New York/Oxford 2000, ISBN  978-1-57181-227-8 (zusammen mit Clive Emsley).
- Life after Death. Approaches to a Cultural and Social History of Europe during the 1940s and 1950s. Cambridge University Press, Cambridge 2003 (zusammen mit Dirk Schumann).